# Stummsche Reithalle

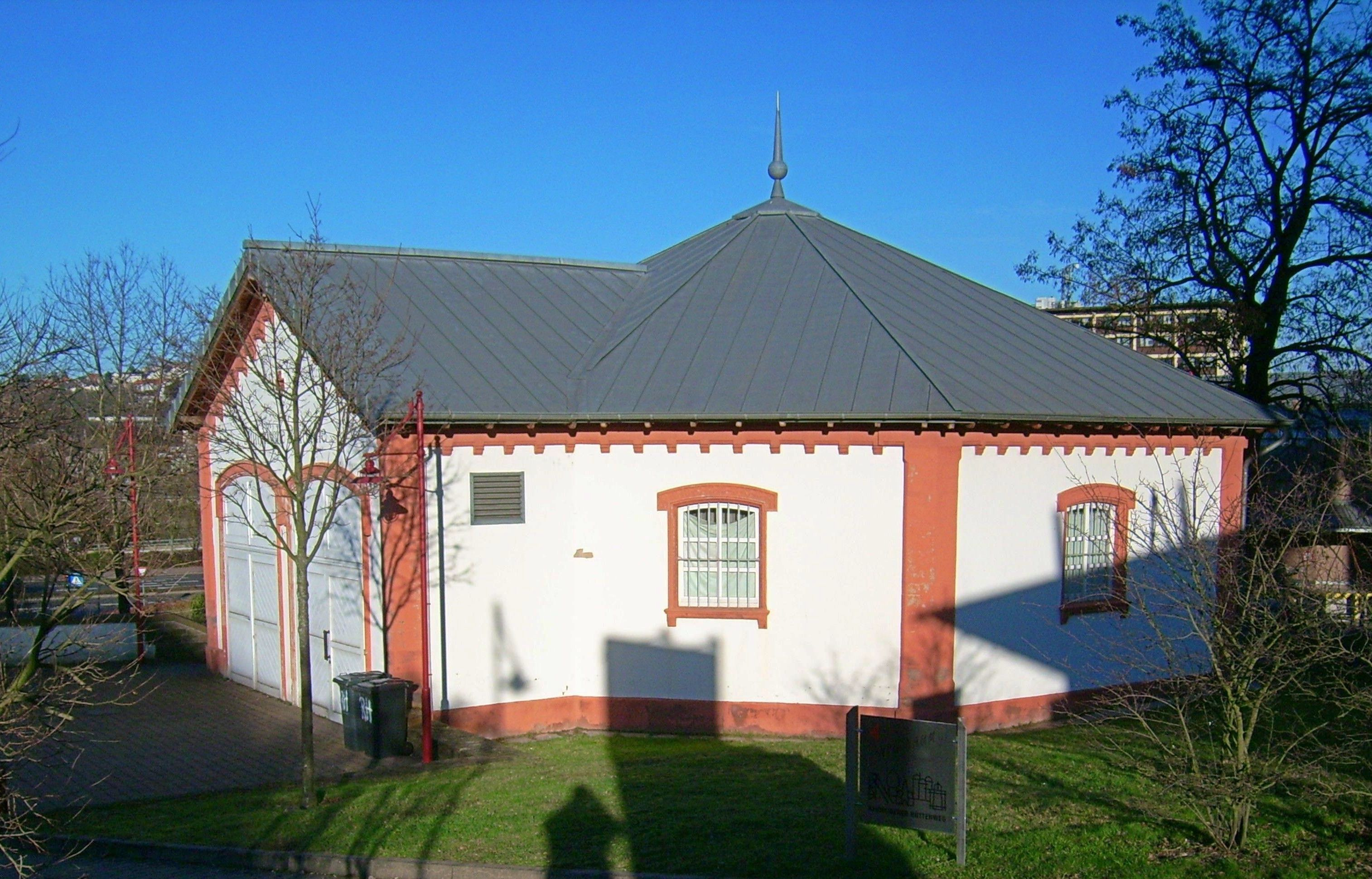
Stummsche Reithalle

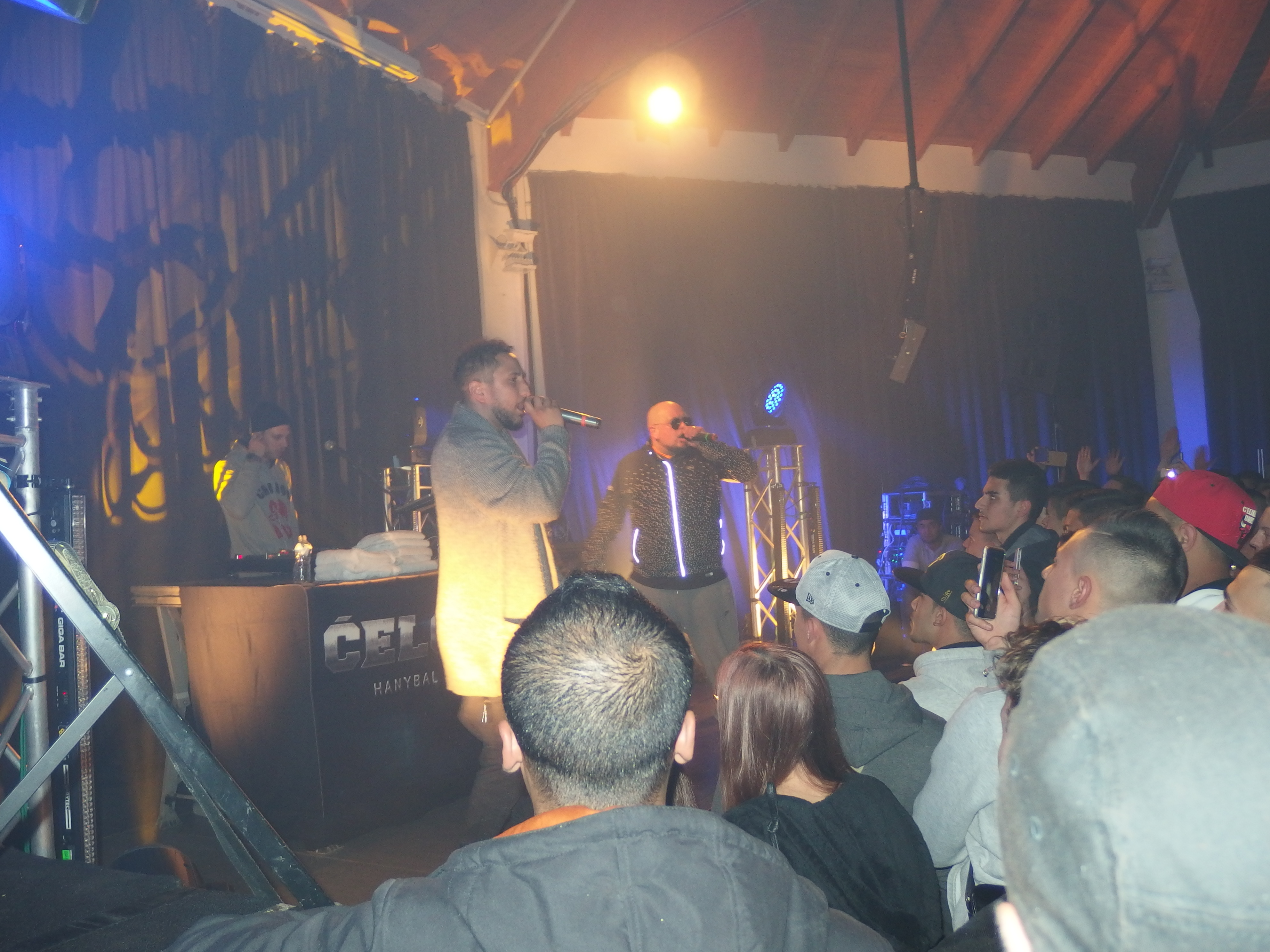
Rapkonzert

Die Stummsche Reithalle ist eine Veranstaltungsstätte im Alten Hüttenareal in Neunkirchen (Saar) und steht als Einzeldenkmal unter Schutz.
Sie wurde Mitte des 19. Jahrhunderts als Reithalle für die Kinder von Carl Ferdinand von Stumm-Halberg an dessen mittlerweile nicht mehr existenten Herrenhaus beim Neunkircher Eisenwerk errichtet. Ab 1880 war die Halle ein Wagenschuppen, dann Feuerwehrhaus, dann Lehrwerkstatt. Nach einem Umbau 1991 wurde die Halle zu einer Veranstaltungsstätte für bis zu 200 Personen umfunktioniert. Im achteckigen Raum finden Konzerte aller Art, Feiern, Tagungen, Workshops und Vorträge statt.

## Bauwerk
Der oktogonale Bau besitzt auf jeder Seite ein Fenster und wird von Lisenen gegliedert. Ein Konsolgesims schließt den Baukörper ab. Der Eingang mit zwei großen Rundbogentoren liegt leicht aus dem Baukörper gezogen in einem Anbau mit Satteldach.